# UniÍtalo
Il Centro Universitário Ítalo Brasileiro, meglio conosciuto come UniÍtalo, è un'università privata brasiliana situata a Santo Amaro, quartiere di San Paolo.

## Storia
L'Università venne fondata il 25 gennaio 1949 col nome di IEPAC da Pasquale Cascino, professore italiano trasferitosi in Brasile. Nelle fasi iniziali offrì solo corsi di dattilografia e gradatamente introdusse insegnamenti diversi, diventando quindi un centro di formazione superiore italo-brasiliano. Le prime lauree vennero rilasciate nel 1972.
Nel 1994, l'ateneo ampliò l'offerta formativa e fu spostato a Santo Amaro, quartiere di San Paolo.
L'università introdusse i primi corsi post laurea nel 2006. Nello stesso anno UniÍtalo venne formalmente riconosciuto dal Ministero della pubblica istruzione brasiliano come Centro Universitário italo brasiliano.